# Compagnies T80 et R80
Compagnies créées en 1939 et dissoutes en 1940 à partir du 41e bataillon du génie et du 28e bataillon du génie.
Ces deux compagnies font la campagne de 1940 dans la 1re division marocaine (batailles de Gembloux en Belgique, et combats de Lille).